# Доходное дело
«Доходное место» (англ. Big Business) — немая короткометражная комедия с участием Лорела и Харди.

## Сюжет
Стэн и Олли разъезжают по домам, продавая рождественские ёлки в Калифорнии. В конечном итоге они вступают в нарастающую вражду со сварливым потенциальным клиентом (Джеймсом Финлейсоном). Подстрекаемый их неоднократными попытками продать ему рождественскую елку, Финлейсон уничтожает её садовыми ножницами. Лорел и Харди в ответ повреждают дверь мужчины ножом. Затем Финлейсон поработал над их одеждой, и ссора обостряется, когда его дом и их машина оказываются повреждены. Полицейский (Тайни Сэндфорд) вмешивается, чтобы остановить драку (после того, как полетели и разбились вазы, и одна из них ударил его по ноге) и договаривается о мирном урегулировании. Стэн и Олли дарят домовладельцу сигару в качестве предложения мира. Однако, когда пара сбегает, сигара-обманка тут же взрывается у Финлейсона перед лицом.

## В ролях
- Стэн Лорел
- Оливер Харди
- Джеймс Финлейсон — владелец дома (в титрах не указан)